# E577号線
E577号線 (E577ごうせん、英: European route E577) はルーマニアにあり、プロイェシュティ – ブザウを結ぶ、欧州自動車道路のBクラス幹線道路。
- ルーマニア
  - E60号線 – プロイェシュティ
  - E85号線 – ブザウ